# Малайсари (станційне селище)
Малайса́ри (каз. Малайсары) — станційне селище у складі Кербулацького району Жетисуської області Казахстану. Входить до складу Сарибастауського сільського округу.
У радянські часи селище називалось Малай-Сари.
Населення — 466 осіб (2021; 611 у 2009, 712 у 1999).